# Pseudiolaus
Pseudiolaus är ett släkte av fjärilar. Pseudiolaus ingår i familjen juvelvingar.
Kladogram enligt Catalogue of Life:
| Pseudiolaus | \| \| Pseudiolaus lulua \| \| \| \| \| \| Pseudiolaus poultoni \| \| \| \| |
|             | \| \| Pseudiolaus lulua \| \| \| \| \| \| Pseudiolaus poultoni \| \| \| \| |
|             | Pseudiolaus lulua                                                          |
|             |                                                                            |
|             | Pseudiolaus poultoni                                                       |
|             |                                                                            |